# Камков, Борис Давидович

На V Всероссийском Съезде Советов. 1918

Бори́с Дави́дович Камко́в (настоящая фамилия Кац; 3 июня 1885, Кобыльня, Сорокский уезд, Бессарабская губерния, Российская империя — 29 августа 1938, Москва, РСФСР, СССР) — российский социалист, лидер российских социалистов-революционеров, один из создателей партии левых эсеров. Расстрелян в 1938 году, реабилитирован посмертно.

## Ранние годы
Родился в семье земского врача Давида Ароновича Каца и Фаины Рудольфовны Кац, владелицы пошивочной мастерской в Сороках. Учился в частной гимназии в Сороках. Окончил Кишинёвскую гимназию, учился в Новороссийском университете. Участвовал в революционном движении в Кишинёве, Одессе, Николаеве. В 1904 году был арестован как член боевой организации эсеров. В 1905 году — выслан в Туруханский край, в 1907 году бежал за границу. Установил связи с M. A. Натансоном, В. М. Черновым; сотрудничал в эмигрантской прессе. В 1911 году окончил юридический факультет Гейдельбергского университета, юрист.
В годы Первой мировой войны — «интернационалист». Входил в редакцию антивоенной газеты «Жизнь», в Парижскую группу содействия партии социалистов-революционеров; участник Циммервальдской конференции (1915). В 1915 году — один из учредителей «Комитета помощи русским военнопленным», который, помимо оказания материальной помощи, проводил революционную пропаганду.

## Февральская революция
После Февральской революции 1917 года через Германию вернулся в Россию. Правая печать обвинила Камкова в «шпионаже». В апреле 1917 года был избран в Петроградский Совет Российского социалистического движения; много сделал для объединения радикально настроенных депутатов Совета.
На 2-й Петроградской конференции партии социалистов-революционеров (ПСР) 3-5 апреля был содокладчиком по вопросу о войне. Охарактеризовал (4 апреля) оборонческую позицию докладчика ЦК А. Р. Гоца, как «социал-патриотическую с интернационалистским антуражем» и потребовал от ЦК сделать шаги «в сторону ликвидации войны». Резолюцию Камкова не приняли, но его избрали членом ПК[что?] ПСР
3 мая 1917 года на объединённом заседании Северного областного, Петроградских городского и районных комитетов с фракцией партии социалистов-революционеров Петросовета Камков выступил против вхождения эсеров во Временное «буржуазное» правительство. «Камковцы» вынесли свои разногласия с ЦК на Северную областную конференцию партии социлистов-революционеров, но конференция их не поддержала. Камков и его единомышленники П. П. Прошьян и А. М. Устинов были избраны в Северный областной комитет ПСР, хотя на 1-м Всероссийском съезде Советов КД на выборах в Исполком Всероссийского Совета КД 19 мая Камков получил лишь 10 голосов.
На III съезде ПСР левые выставили содокладчиков по основным пунктам повестки. Камков говорил о войне и мире, отверг тезис докладчика Гоца о том, что после Февраля война перестала быть империалистической, потребовал обязать союзников ответить: согласны ли они прекратить войну, «если центральные монархии примут условия мира, продиктованные Советом РСД». Камков не добился успеха, его даже не включили в список для выборов ЦК (от левых прошёл один M. A. Натансон-Бобров).

## Создание партии Левых эсеров
Убедившись в невозможности изменить политику ПСР, Камков, M. A. Натансон (Бобров) и М. А. Спиридонова стали инициаторами создания Оргбюро левых эсеров. Их фракции оформились в Исполкоме Всероссийского Совета КД и во ВЦИК.
На I-м Всероссийском съезде Советов РСД (3-24 июня 1917 г.) Камков был избран во ВЦИК, работал в его Аграрном отделе.

В Июльские дни на объединённом заседании ВЦИК и Исполкома Всероссийского Совета КД 9 июля поддержал требования делегации рабочих об отставке «министров-капиталистов» и переходе власти к Советам, был против принятия резолюции, объявляющей Временное правительство «правительством спасения революции… с неограниченными полномочиями», высказал опасение, что борьба Временного правительства с контрреволюцией будет направлена против «политических течений, стоящих в оппозиции к большинству Советов».

## Июльские дни 1917
9 июля газета «Земля и Воля» опубликовала декларацию Оргбюро и фракций левых эсеров ВЦИК и Исполкома Всероссийского Совета КД, а также письмо в газету В. А. Алгасова, А. Л. Колегаева, Камкова. Левые заявили, что намерены 
отграничиться от политики, усвоенной руководящим большинством, и оставляют за собой… полную свободу выступлений.
 12 июля авторов письма исключили из ПСР «за принадлежность к новой организации», не подчиняющейся ЦК. Левые согласились в обмен на отмену санкции ЦК распустить Оргбюро. Впоследствии Камков писал, что 
борьба между революционным социализмом и буржуазным реформизмом вырастала из противоборства, неизбежного в период больших социальных потрясений… для всех социалистических партий.

Левым эсерам было важно заручиться поддержкой с мест. Камков ездил по городам с лекциями или для участия в съездах и конференциях. Его выступление на 1-м съезде солдатских Советов Казанского ВО и публичные лекции (30 июля — 2 августа) получили общественный резонанс. 3 августа «Крестьянская Газета» Казанского губернского земства писала, что 
доклад был восторженно встречен аудиторией, которая рёвом и свистом не давала выступать с возражениями докладчику.
6-10 августа Камков участвовал в работе 7-го Совета ПСР.
10 сентября 7-я Петроградская конференция ПСР одобрила резолюцию (отклонённую Советом партии), требовавшую перемирия, передачи власти Советам, а земли — земельным комитетам; осуждавшую коалицию с буржуазией и настаивающую на образовании «однородного социалистического правительства». Камков был вновь избран членом ПК ПСР.

## Учредительное собрание
В Демократическом совещании (14—22 сентября 1917 г.), в Предпарламенте (22 сентября — 25 октября 1917 г.) Камков отстаивал свои позиции. Неприятие большинством предложений Камкова привело его к сближению с большевиками.
6 октября состоялись переговоры Л. Б. Каменева и Л. Д. Троцкого с Камковым, M. A. Натансоном и А. А. Шрейдером. Большевики информировали о намерении уйти из Предпарламента и предложили левым эсерам присоединиться к ним. Левые эсеры ответили, что в Предпарламенте останутся, но обещали «полную поддержку большевикам в случае революционного выступления вне его».
Осенью 1917 года Камков занял главенствующее положение в крупнейшей в стране петроградской организации ПСР, объединяющей 44,5 тысячи человек. Эсеры Петрограда выдвинули его кандидатом во Всероссийское учредительное собрание, 8-я городская конференция ПСР 15 октября переизбрала членом ПК.

## Съезды Советов
Камков направлял усилия на подготовку II Всероссийского съезда Советов рабочих и солдатских депутатов, привлечение к его работе Советов крестьянских депутатов, организацию рабочих и солдат для поддержки съезда на случай, «если бы Временное правительство не ушло добровольно в отставку». Одновременно стремился не дать большевикам захватить власть до съезда, что, по его мнению, разведёт советские партии по разные стороны баррикад и ввергнет страну в гражданскую войну.

Камков поддержал участие левых эсеров в Петроградском военно-революционном комитете. 25 октября на заседании фракции ПСР II Всероссийского съезда Советов, выступал за участие в его работе, а после отказа правых участвовал в формировании левоэсеровской фракции и согласился представлять её в Президиуме съезда; входил в «Комиссию по контактам с большевиками». В ноябре Камков объяснял свои действия: 
Мы, как политические деятели, в момент, когда происходит событие громадное по своему историческому значению… меньше всего могли заниматься моральной характеристикой. Нам было ясно, что наше место – быть с революцией.
На II-м Всероссийском съезде Советов Камков не согласился с утверждением декларации, зачитанной Л. Д. Троцким, что уход правых эсеров и меньшевиков со съезда «не ослабляет Советы, а усиливает их, так как очищает от контрреволюционных примесей рабочую и крестьянскую революцию». Настаивал на формировании правительства из всех советских партий.
Левые не должны, — заявил Камков, — «изолировать себя от умеренных демократических сил, необходимо искать соглашения с ними». Камков утверждал: опасность реставрации не устранена, большевики не имеют большого влияния в деревне, а крестьянство — это пехота революции, без которой революция должна погибнуть.

## После Октябрьской социалистической революции
Пытаясь добиться от большевиков согласия на широкую правительственную коалицию, с включением в СНК всех социалистических партий, Камков (а с ним В. А. Карелин и В. Б. Спиро, затем А. Л. Колегаев) отказался от участия в СНК. Камков рассказывал: 
«…мы понимали, что не поможем делу, если в эту чисто большевистскую власть вольём одного или двух левых эсеров, …что мы косвенно являемся виновниками и той гражданской войны, которая была неизбежна и которая ныне действительно имеет место»; левые эсеры хотели, чтобы новая власть «была признана если не всей революционной демократией, то хотя бы её большинством… Наша задача… связать порванную цепь, объединявшую два фронта русской демократии».
Всероссийский съезд Советов признал, что ВЦИК может быть пополнен «представителями крестьянских Советов и тех групп, которые ушли со съезда». 27 октября на 1-м пленуме ВЦИК большевики декларировали: «осуществляя принцип коалиции на деле, народные комиссары не могут и не закрывают дверей перед теми, кто на основе принципов, намеченных съездом, захочет работать вместе с ними».
Камков участвовал в переговорах при Викжеле о создании «однородного социалистического правительства». ЦК ПСР решениями от 29 октября, 1 и 8 ноября исключил из партии «всех принявших участие в большевистской авантюре и не ушедших со съезда Советов». В этой ситуации Камков участвовал в оформлении левоэсеровской партии, так как считал, что в провоцировании гражданской войны виновны «правые, которые не хотели соглашения с большевиками». 6 ноября он вошёл во Временное центральное бюро, основной задачей которого была подготовка учредительного съезда ПЛСР.
На II Всероссийском съезде Советов РСД Камков был избран во ВЦИК, стал членом его Президиума и Бюро фракции левых эсеров; с 6 ноября возглавлял вместе с Г. Е. Зиновьевым Международный отдел. Камков выступал по проблемам: левого блока, конструкции ВЦИК, мира или войны, восстановления попранных большевиками гражданских свобод.
На Чрезвычайном Всероссийском съезде Советов Крестьянских депутатов Камков — товарищ председателя Президиума; 14 ноября участвовал в переговорах с большевиками о слиянии ВЦИК II созыва с Исполкомом, сформированным этим съездом, и об участии левых эсеров в правительстве.
На I съезде ПЛСР 19-28 ноября в Петрограде в докладе «О деятельности фракции левых эсеров на съезде Советов РСД» Камков отметил противоречия между большевиками и левыми эсерами, в основе которых лежит попытка большевиков утвердить «диктатуру пролетариата», а наше требование — «диктатура демократии». Однако Камков высказался за тесный блок обеих партий, за расширение его той частью революционной демократии, которая должна понять ошибочность своей позиции. И мы «общими усилиями создадим такую власть, по отношению к которой никто не мог бы сказать, что это власть отдельной партии, …но власть революционной демократии». Съезд образовал Партию левых социалистов-революционеров (интернационалистов).
На выборах в ЦК за Камкова и Спиридонову проголосовали 68 человек, лишь Натансон получил больше голосов — 69.

## Разгон Учредительного собрания
Камков участвовал в разгоне Учредительного Собрания 6 января 1918 года, в объединении 13 января III Всероссийского съезда Советов РСД и III Всероссийского съезда Советов КД в создании Крестьянской секции ВЦИК, в выработке закона о социализации земли.
Камков сосредоточил усилия на работе во ВЦИК и в ЦК ПЛСР. Он настаивал на сближении с большевиками главным образом потому, что они боролись против войны, одобрил участие левых эсеров в Брестской мирной делегации.

## 1918 год
На III Всероссийском съезде Советов Камков выступил против продолжения войны.
Однако на IV Всероссийском съезде Советов, посвящённом ратификации Брестского договора, Камков вдруг заявил, что ЦК ПЛСР отзывает своих членов из СНК и сделает всё для продолжения вооружённого сопротивления на всех фронтах.
Во второй половине марта 1918 года Камков, Карелин и И. З. Штейнберг отправились на Юг агитировать за срыв Брестского мира и помогать местным левым эсерам в организации боевых отрядов.

Вернулись они в Москву перед открытием II съезда ПЛСР 17 апреля. Главным стал доклад Камкова о разрыве правительственного блока. 25 апреля на организационном заседании ЦК Камков был избран председателем Президиума ЦК ПЛСР. Руководимый Камковым ЦК ПЛСР в первой половине мая формирует Центральный отдел боевых дружин и партизанских отрядов, созывает совещание левых эсеров — военных специалистов.
Камков создает группу для проведения террористических актов против руководителей германской армии; особое внимание уделяет участию левых эсеров в правительстве Украины — «Повстанческой девятке», союзу с эсерами-максималистами, украинскими левыми эсерами; принимает решения, направленные на ограничение карательной политики большевиков, против исключения из Советов меньшевиков и правых эсеров; выступает с протестами против аграрной политики СНК, декретов о продовольственной диктатуре (май), о комитетах бедноты (июнь); ведёт подготовку Крестьянского съезда для защиты хлеборобов от произвола большевиков.

24 июня ЦК постановил положить конец мирной передышке путём ряда террористических актов и восстания рабочих и крестьян против оккупантов. 
Мы рассматриваем свои действия, как борьбу против настоящей политики СНК.
 ЦК поручил Камкову теоретически обосновать (в газетах, листовках) необходимость и цели грядущей акции. Постановление не ориентировало партию на вооруженное восстание против большевиков.
На III съезде ПЛСР отчёты с мест показали, что в провинции доминируют хорошие отношения между большевиками и левыми эсерами, что большинство населения поддерживает Брестский мир и воевать не желает.
Камков заявил, что «Брест — могильщик мировой революции, что все беды в стране связаны с ним». Н. А. Рославец — оппонент Камкова, — заметила: «…если бы товарищ Камков, а не Ленин стоял во главе правительства, то мы сидели бы не здесь, а в Туруханском крае».
В заключительном слове Камков сказал: 
…нужно вновь поднять революционное восстание крестьянства и рабочих для восстановления попранных завоеваний революции. В этой борьбе мы, левые эсеры, сыграем главную и решающую роль. Мировая революция придёт путём нашего восстания против германского империализма
. Его поддержали Спиридонова, Карелин, Прошьян. Съезд избрал ЦК из сторонников жёсткой по отношению к большевикам линии.
На V Всероссийском съезде Советов 4-10 июля 1918 в Москве левые эсеры имели лишь 30,3 % мест — через съезд осуществить планы ЦК было невозможно.

Камков выступил 5 июля как содокладчик и оппонент Ленина. Он заявил, что 
политика СНК губительна и смертельна для международной революции и товарищ Ленин со всеми остальными большевиками будет сметён, если он и дальше будет идти по этому пути.

Камков утверждал, что дать хлеб могут только местные Советы, а не продотряды. Они 
только губят продовольственное дело… поднимают трудовое крестьянство против Советов и комбеды — комитеты деревенских лодырей… лучшее средство подорвать в корне Советскую власть… Мы вам откровенно заявляем, что не только ваши отряды, но и ваши Комитеты бедноты мы выбросим вон.
 От имени фракции Камков внёс резолюцию, выражающую недоверие политике СНК.

## Левоэсеровское восстание

6 июля 1918 года начались Левоэсеровские восстания против большевиков. Германский посол В. фон Мирбах был убит членами ПЛСР Я. Г. Блюмкиным и Н. А. Андреевым. Дальше всё шло не так, как задумал ЦК ПЛСР. Война не началась, левые коммунисты не искали союза, провинция, за малым исключением, не поддержала. Камков с группой членов ЦК был в штабе отряда Д. И. Попова — основной вооружённой силы левых эсеров.
Как и другие члены ЦК (кроме Прошьяна), настаивал на оборонительных действиях. По заверениям эсерки Б. А. Бабиной, Камков в 1922 году (в Бутырках) утверждал: «…у нас вовсе не было намерения их свергать… на нашей стороне была большая часть народа и армии. Именно это последнее мы и хотели продемонстрировать — им и германским империалистам».
6—7 июля выступление левых эсеров было подавлено. Камков и ряд членов ЦК ушли в подполье. Из ПЛСР откололись части, образовавшие Партия народников-коммунистов и Партия революционного коммунизма. Они отмежевались от московских событий и высказались за сотрудничество с большевиками. На VI съезде ПЛСР 2-7 октября 1918 г. в Москве ответ за 6 июля держали Камков, Карелин и Прошьян, не пересмотревшие своих убеждений. Камков заявил, что когда придёт мировая революция, «не большевики, а левые эсеры будут иметь шансы на успех и победу». Д. А. Черепанов — оппонент Камкова, — усомнился в том, что на месте РКП(б) ПЛСР «сколько-нибудь длительное время стала бы терпеть существование другой партии», ставящей препоны на её пути. Г. Л. Лесновский говорил: 
Революционер перед взрывом… обдумывает всё, подготовляет, рассчитывает каждую мелочь, прежде чем взорвать. Ребёнок же, в страшном нетерпении сделать поскорее, сердится и топает ножкой
. Тем не менее съезд принял резолюцию Камкова и избрал его в ЦК.
27 ноября Ревтрибунал при ВЦИК рассмотрел дело о заговоре ЦК ПЛСР «против Советской власти и революции». Из 14 человек, проходивших по процессу, присутствовали лишь М. А. Спиридонова и Ю. В. Саблин. Остальные, в том числе Камков, были в «бегах». Суд приговорил 10 человек, в том числе Камкова, к заключению «в тюрьму с применением принудительных работ на три (3) года».

## Репрессии и гибель
В декабре 1918 года Камков в Литве воссоздавал партийные организации, затем стал одним из лидеров Украинской ПЛСР.
В январе 1920 года в Москве Камков был арестован, но в мае освобождён. В феврале 1921 года арестован вновь. По воспоминаниям сокамерников, Камков был уверен, что диктатура большевиков — обречена, что борьба левых эсеров останется в памяти поколений.
В 1923 году сослан в Челябинск, затем в Тверь, Воронеж. Отсидел 2 года в тюрьме по делу «Трудовой крестьянской партии». С 1933 года в ссылке в Архангельске. Работал экономистом Севоблмехторга. Место проживания: г. Архангельск, Новгородский пр., д. 436, кв. 1.
Вновь арестован органами НКВД 6 февраля 1937 года. Внесён в Сталинский расстрельный список от 22 ноября 1937 года по 2-й категории («за» Сталин, Молотов, Жданов). В марте 1938 года выступал свидетелем на процессе «Правотроцкистского антисоветского блока». Затем внесён в Сталинский расстрельный список от 20 августа 1938 года по 1-й категории (список № 1) («за» Сталин и Молотов). 29 августа 1938 года ВКВС СССР осуждён к расстрелу. Приговор приведён в исполнение в тот же день. Вместе с Камковым был расстрелян ряд известных деятелей ВКП(б), в частности Б. Кун и Я. А. Берзин (Зиемелис), а также группа руководящих сотрудников НКВД СССР. Место захоронения — спецобъект НКВД «Коммунарка».
Реабилитирован посмертно Прокуратурой РФ  27 апреля 1992 года.

## Киновоплощение
- 1953 — «Вихри враждебные» — Павел Тарасов
- 1967 — «Штрихи к портрету В. И. Ленина», фильм 1-й «Поимённое голосование». В роли Бориса Камкова — Сергей Некрасов
- 1968 — «Шестое июля». В роли Бориса Камкова — Григорий Острин

## Сочинения
- Les Socialistes-Revolutionnaires de gauche, Geneve, 1918.
- Камков Б. Д. Две тактики / Б. Д. Камков. — Пг.: Революционный социализм, 1918. — 29 с.
- Камков Б. Д. Кто такие левые социалисты-революционеры / Б. Д. Камков. — Пг.: Тип. ВЦИК, 1918. — 14 с.